# Okres Nowy Targ
Okres Nowy Targ (polsky Powiat nowotarski) je okres v polském Malopolském vojvodství. Rozlohu má 1474,66 km² a v roce 2020 zde žilo 191 646 obyvatel. Sídlem správy okresu a největším mětsem je Nowy Targ.

## Gminy

### Městské
- Nowy Targ

### Městsko-vesnické
- Rabka-Zdrój
- Szczawnica

### Vesnické
- Czarny Dunajec
- Czorsztyn
- Jabłonka
- Krościenko nad Dunajcem
- Lipnica Wielka
- Łapsze Niżne
- Nowy Targ
- Ochotnica Dolna
- Raba Wyżna
- Spytkowice
- Szaflary

## Města
- Czarny Dunajec
- Nowy Targ
- Rabka-Zdrój
- Szczawnica

## Demografie
Ve městech žije 29,7 % obyvatel okresu, na vsích 70,3 %.

## Sousední okresy
| Růžice kompasu | Sucha           | Myślenice | Limanowa  | Růžice kompasu |
| Růžice kompasu |                 | Sever     | Nowy Sącz | Růžice kompasu |
| Růžice kompasu | Okres Nowy Targ |           | Nowy Sącz | Růžice kompasu |
| Růžice kompasu | Jih             |           | Nowy Sącz | Růžice kompasu |
| Růžice kompasu | Tatra           |           |           | Růžice kompasu |